# 송지호

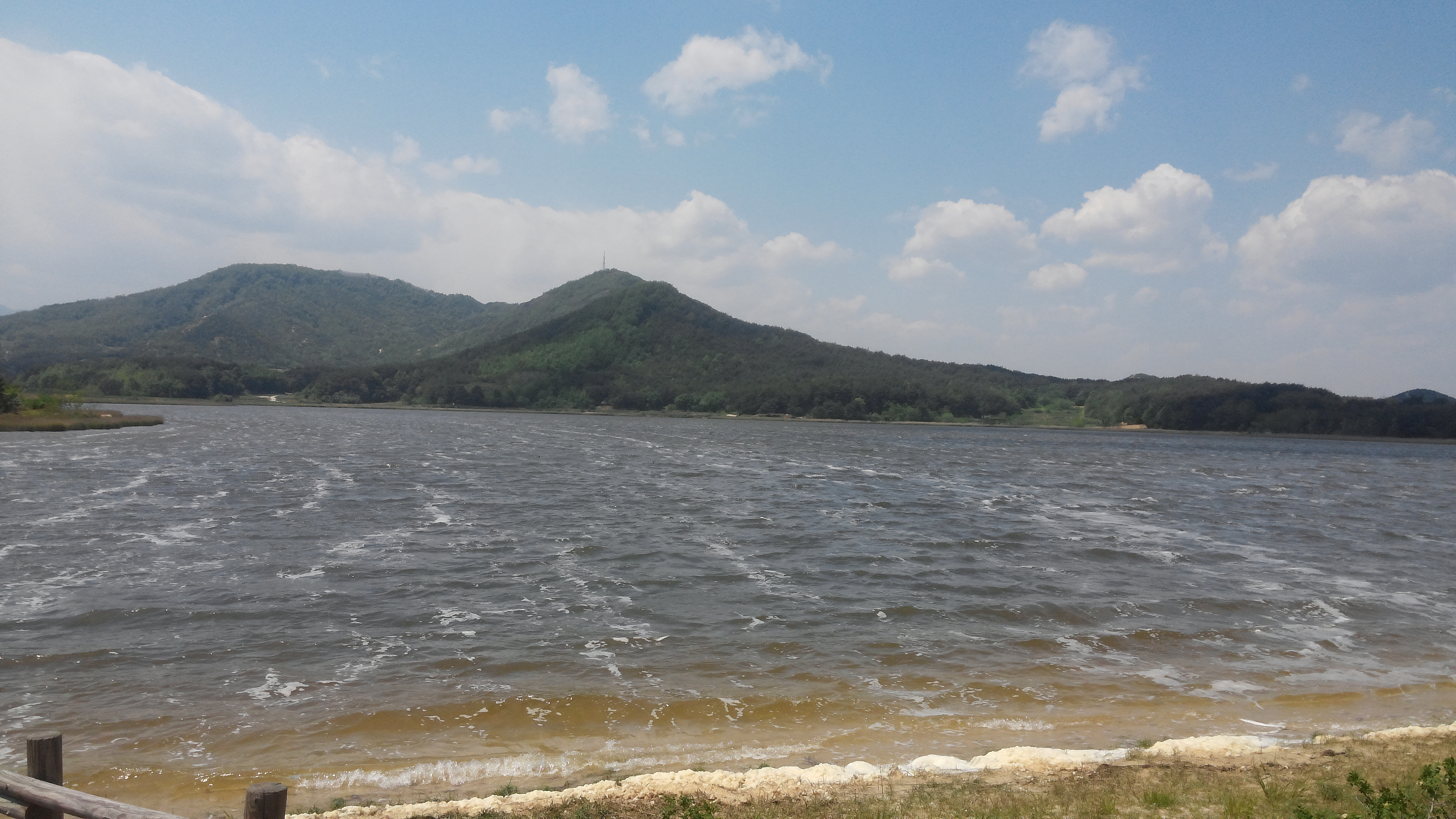
송지호의 모습

송지호(松池湖)는 대한민국 강원특별자치도 고성군 죽왕면에 위치한 둘레 6.5km, 넓이 약 20만평의 석호이다. 해수어와 담수어족들이 서식하기에 적합한 곳으로, 겨울철새인 고니(대한민국 천연기념물 제201호)의 도래지이다. 이곳에서 재첩이 많이 채취된다. 주변에는 송호정(松湖亭)이라는 정자가 1997년에 재건립되어 낚시터는 물론 관광지로도 널리 알려져 있다.
인접 해안변은 송지호 해수욕장으로 사용된다. 인근지역은 1977년 국민관광지로 선정되었다.